# Wayne Allwine
Wayne Anthony Allwine (* 7. Februar 1947 in Glendale, Kalifornien; † 18. Mai 2009 in Los Angeles) war ein US-amerikanischer Synchronsprecher und Geräuschemacher. Für Disney sprach er von 1983 bis zu seinem Tod die Stimme von Micky Maus.

## Leben
Wayne Allwine arbeitete seit 1977 bei Disney. Zunächst war er für die Serie The New Mickey Mouse Club als Sprecher tätig. Seit 1983 sprach er, als dritter Sprecher nach Walt Disney selbst und Jimmy MacDonald, die Stimme von Micky Maus in Film- und Fernsehproduktionen sowie in Computerspielen. Er war neben der Synchronarbeit auch als Geräuschemacher und Tongestalter tätig. Zu seinen Arbeiten gehörten unter anderem Das schwarze Loch, Psycho III sowie Star Trek V: Am Rande des Universums.
Allwine erhielt einen Emmy Award und den Golden Reel Award für seine Beiträge zu Steven Spielbergs Fernsehserie Unglaubliche Geschichten (Amazing Stories) und einen weiteren Golden Reel für Basil, der große Mäusedetektiv (The Great Mouse Detective, 1986). Im Jahr 2008 ernannten ihn die Disney-Studios zur Disney-Legende.
Allwine war seit 1991 mit Russi Taylor (1944–2019) verheiratet, die bis zu ihrem Tod Minnie Maus synchronisierte.

## Filmografie (Auswahl)

### Als Synchronsprecher
- 1983: Die schönsten Weihnachtsgeschichten von Walt Disney
- 1985: Taran und der Zauberkessel
- 1986: Basil, der große Mäusedetektiv
- 1988: Falsches Spiel mit Roger Rabbit
- 1990: Der Prinz und der Bettelknabe
- 1995: Goofy – Der Film
- 2001: Mickys Clubhaus
- 2004: Micky, Donald, Goofy – Die drei Musketiere
- 2004: Der König der Löwen 3 – Hakuna Matata
- 2006: Micky Maus Wunderhaus

### Als Geräuschemacher/Tongestaltung
- 1979: Das schwarze Loch
- 1985: Taran und der Zauberkessel
- 1986: Psycho III
- 1987: Noch drei Männer, noch ein Baby
- 1987: Die Reise ins Ich
- 1988: Der Preis der Gefühle
- 1988: Alien Nation – Spacecop L. A. 1991
- 1989: Star Trek V: Am Rande des Universums